# Nathanael Saleh
Nathanael Isaac E. Saleh (Redditch, Worcestershire, Inglaterra, 22 de abril de 2006) es un actor británico, mejor conocido por haber interpretado a John Banks en Mary Poppins Returns (2018). También tuvo un papel principal en la serie de televisión The Letter for the King (2020).

## Biografía
Saleh comenzó a actuar y a cantar cuando tenía tres años para sus familiares y amigos. A los cinco años, siguió a su hermano mayor para unirse al Playbox Theatre en la Dream Factory en Warwick, Inglaterra, consiguiendo su primer papel un año después. En los años siguientes, siguió con papeles en varias producciones de Playbox Theatre. A principios de 2015 ,se inscribió en The Book, la agencia interna de Playbox Theatre, y casi inmediatamente, comenzó a recibir llamadas para audiciones. Nathanael siempre ha tenido interés en la danza, obteniendo una serie de calificaciones IDTA en Ballet y en Danza contemporánea. También ha trabajado en el desarrollo de su rango en la actuación, específicamente en el entrenamiento vocal, completando con éxito los exámenes LAMDA en "Speaking Verse & Prose" hasta el Grado 3 en la actualidad, todos con distinción.

## Carrera
Comenzó a actuar en varios papeles para televisión. En 2016, apareció en dos episodios de Game of Thrones. En 2018, hizo su debut cinematográfico en la película Mary Poppins Returns, interpretando a John Banks, el hijo mayor de Michael y sobrino de Jane.
Recientemente, Nathanael interpretó a Azolan en Dangerous Liaisons.

## Filmografía

### Películas
| Año  | Título                     | Papel      | Notas        |
| ---- | -------------------------- | ---------- | ------------ |
| 2018 | Mary Poppins Returns       | John Banks |              |
| 2019 | Days of the Bagnold Summer | Alex       |              |
| 2020 | The Snatcher               | Jimmy      | Cortometraje |

### Televisión
| Año  | Título                  | Papel  | Notas           |
| ---- | ----------------------- | ------ | --------------- |
| 2016 | Game of Thrones         | Arturo | 2 episodios     |
| 2020 | The Letter for the King | Piak   | Papel principal |
| 2022 | The Last Bus            | Josh   | Papel principal |
| 2022 | Dangerous Liaisons      | Azolan | Papel principal |

## Premios y nominaciones
| Año  | Premios                                        | Categoría                                          | Obra nominada        | Resultado | Ref. |
| ---- | ---------------------------------------------- | -------------------------------------------------- | -------------------- | --------- | ---- |
| 2019 | Guild of Music Supervisors Awards              | Mejor canción o grabación creada para una película | Mary Poppins Returns | Nominado  |      |
| 2019 | Festival Internacional de Cine de Palm Springs | Premio al mejor reparto                            | Mary Poppins Returns | Ganador   |      |